# Мостки (Луганская область)
Мостки (укр. Містки) — село, относится к Сватовскому району Луганской области Украины.

## История
Слобода Мостки являлась центром Мостковской волости Старобельского уезда Харьковской губернии Российской империи.
Население по переписи 2001 года составляло 2614 человек.

## Персоналии
В селе родился Герой Советского Союза П. Л. Перепелица. Родился, вырос и похоронен Герой Советского Союза М. Я. Полтавский, командир партизанского отряда в Беларуси во время Великой Отечественной войны. Участвовал в освобождении г. Гродно. В Гродно находится музей, в экспозиции которого рассказано о деятельности М. Я. Полтавского и отряда под его командованием.

## Местный совет
92654, Луганська обл., Сватівський р-н, с. Містки, вул. Миру (Радянська), 14  (укр.)